# Drew Karpyshyn
Drew Karpyshyn es un escritor y diseñador de videojuegos canadiense conocido principalmente por los juegos Baldur's Gate II: Throne of Bhaal, Star Wars: Caballeros de la Antigua República, y los libros basados en el personaje Darth Bane de Star Wars.

## Biografía
Drew Karpyshyn nació en Edmonton (Alberta), Canadá el 28 de julio de 1971. Creció en una ciudad al norte de Edmonton, llamada St. Albert. De adulto vivió en Sherwood Park y se casó con su esposa Jennifer.
Comenzó a trabajar en una Cooperativa de ahorro y crédito. Un día yendo a trabajar tuvo un accidente en el que su coche quedó inutilizado y decidió abandonar el mundo de las finanzas y volver a la universidad, consiguiendo una licenciatura en Bellas Artes.
En 2009 se trasladó a vivir a Austin (Texas), Estados Unidos

## Trabajos
Después de trabajar en una Cooperativa de ahorro y crédito durante un tiempo se unió a BioWare como diseñador de videojuegos cuando la compañía acababa de lanzar Baldur's Gate II: Shadows of Amn y participó en la elaboración del juego y la novela de Baldur's Gate II: Throne of Bhaal. Allí también participó como escritor en Neverwinter Nights y su segunda expansión Hordes of the Underdark. También contribuyó al juego Jade Empire. Como escritor-jefe realizó Star Wars: Caballeros de la Antigua República y Mass Effect, y como coescritor participó en Mass Effect 2.
El haber sido el escritor de Star Wars: Caballeros de la Antigua República le permitió ponerse en contacto con LucasArts y se le brindó la oportunidad de escribir las novelas Star Wars: Darth Bane: Path of Destruction (2006), Star Wars: Darth Bane: Rule of two (2007) y Star Wars: Darth Bane: Dynasty of Evil (2009).
Además de estos libros de Star Wars, en 2001, a la vez que se lanzó el libro ambientado en el mundo de Baldur’s Gate, se lanzó un libro que había escrito anteriormente, Temple Hill, ambientado en los Reinos Olvidados. También realizó la precuela al juego Mass Effect, denominada Mass Effect: Revelation (2007), y una secuela del juego denominada Mass Effect: Ascension (2008), para acabar conformando una trilogía con el lanzamiento de Mass Effect: Retribution (2010).
Actualmente es parte del equipo que está trabajando en el videojuego de rol multijugador masivo en línea Star Wars: The Old Republic.
Además de participar como escritor en videojuegos y novelas, escribió varios relatos cortos: En 2003 publicó para la revista Paradox el relato “Paradise Lost” basado en la historia de Adán y Eva, en 2004 publicó la historia “Feast of Gods” para el recopilatorio Open Space: New Canadian Fantastic Fiction, basada en Quetzalcóatl y otros dioses mesoamericanos en 2006 publicó “It’s a Living” en la antología “Clash of Steel: Book Two – Assassin”.